# قانون جنائي
القانون الجنائي قانون ينظم كيفية معاقبة كل من خالف قاعدة قانونية وفرض العقوبة القانونية عليه وتحديد الأفعال المباحة والمحرمة ويوجب لكل جريمة جزاء.
القانون الجنائي أو قانون العقوبات هو فرع من فروع علم القانون التي لها صلة بالجريمة. ويمكن تعريفها بأنها مجموعة القوانين التي تضعها الدولة إزاء السلوك المنهي عنه، بحيث يهدد أمن وسلامة العامة ومصلحتها ويعرضها للخطر، وتسن العقوبات من أجلها على منتهكي هذه القوانين. ويختلف القانون الجنائي عن القانون المدني.

## أساليب القانون الجنائي
يختلف القانون الجنائي عن باقي القوانين بعواقبها الوخيمة وعقوباتها المترتبة عليها في حالة عدم اتباعها. فكل جريمة تتكون من عناصرها الجنائية. ويمكن فرض عقوبة الإعدام في بعض الأنظمة القضائية للجرائم البالغة الخطورة. ويمكن أن تكون عقوبات جسدية أو بدنية كالجلد وضرب بالعصي، بالرغم أن معظم هذه العقوبات محرم ممارستها في معظم دول العالم. بينما يمكن زج الأفراد في السجن بحالات مختلفة بحسب النظام القضائي الممارس في تلك الدولة، ويمكن أن يكون الحبس انفرادياً، ويتراوح مدة الحبس من يوم إلى مدى الحياة. وقد يتخطى ذلك بالرقابة الحكومية التي تشمل الإقامة الجبرية أوالتسريح المبكر للمدان المكفول بالإطلاق المشروط أو وضع المدان تحت المراقبة عند تسريحه من السجن بحسب ظروف الجريمة وخطورتها. ويمكن فرض الغرامات المالية ومصادرة أموال المدان وممتلكاته الخاصة.
يوجد خمسة أساليب مستخدمة عالمياً في تنفيذ عقوبات القانون الجنائي وهي: القصاص، والردع، والتعجيز، وإعادة التأهيل، والتعويض. وتختلف درجة ممارسة كلٍ من بحسب الأنظمة القضائية ونوع المخالفة.
- القصاص (Retribution)- يحتم على المجرمين الإحساس بالمعاناة بطريقة ما، وهذا هو المبتغى وراء استخدام هذا الأسلوب. وهي أسوء العقوبات التي ينالها المجرمون أو تلحق الضرر الجسيم لمصلحتهم، فإن القانون الجنائي سيضع المجرمين في موقف لا يحسد عليه بغية «تحقيق القسطاس». فالناس يلجوؤن إلى القانون من أجل حماية حقوقهم من ألاّ يقتلوا، ولكن إذا انتهكوا هذه القوانين، فإن هذه الحقوق الممنوحة لهم تسقط عنهم بالقانون. فالقاتل يقتل، وهي مأخوذة من فكرة «تساوي كفتي الميزان».
- الردع (Deterrence)- يهدف هذا الأسلوب إلى ردع المذنب بعينه. وهي فرض عقوبة وافية لتثبيط عزيمة المذنب وتخويفه من ارتكاب السلوك الجنائي لشدة الجزاء المترتب عن فعله. ويهدف الردع العام للمجتمع ككل. فبفرض العقوبة لمرتكبي الجرائم، يتم تثبيط عزيمة الافراد الآخرين من ارتكاب الجرائم ذاتها.
- التعجيز (incapacitation)- يسعى إلى إبعاد المجرمين وقصرهم عن المجتمع حتى يأمن من شرهم. ويتحقق كذلك اليوم بفرض عقوبة السجن لمدى الحياة. وتخدم عقوبتا الإعدام والطرد الغاية ذاتها.
- إعادة التأهيل (Rehabilitation)- يهدف إلى تحويل المذنب إلى فرد فعّال في المجتمع. فهدفه السامي تفادي المزيد من ارتكاب الجرائم، وذلك باقناع المذنب بمدى الخطأ الجسيم من جراء سلوكه المنافي للمجتمع.

التعويض(Restitution)- هي نظرية يعتمد فيها نظام العقوبات على تعويض الضحايا. هدفها إصلاح ماتسببه المذنب من إيذاء للضحية من خلال السلطة الحكومية. فعلى سبيل المثال، يتوجب على الشخص الذي يختلس الأموال خلسةً دفع ماختلسه بالمثل. وعادةً، مايلتقي أسلوب التعويض بأهداف أخرى رئيسة للعدالة الجنائية وترتبط ارتباطاً وثيقاً بمفاهيم القانون المدني.ويسمى بالدية في البلاد الإسلامية

## بعض القوانين الجنائية المختارة
تفرض أغلب القوانين تحت التهديد والوعيد بالعقوبات الجنائية، وتختلف نقاطها الأساسية وتفاصيلها من مكان إلى مكان آخر. ولا يمكن بشتى الطرق حصر القانون الجنائي في العالم أجمع في السجل الذكي. ومع ذلك، يمكن ذكر بعض جوانب القانون الجنائي كالتالي:  
العناصر الجنائية
يمنع القانون الجنائي اتخاذ إجراءات وتبعات قضائية غير لازمة. لذا، يتطلب إثبات الجريمة دليلاً لحدوثها. ويشير علماء القانون إلى هذا شأن بالمطلب الأساس لإدانة «الفعل المذنب» (باللاتينية: Actus Reus). ولاتحتاج بعض الجرائم -المخالفات المرورية مثلاً- إلى مثل هذا قدر من الاثبات، بل تعرف بتحمل المسؤلية الكاملة لارتكاب المخالفات (وفقاً لقانون الطرق العامة 1988- يغرم سائق المركبة تحت تأثير الكحول عند تجاوزه للسرعة المسموحة). وبسبب التبعات القضائية المحتملة، أصبح القضاة في القانون العام يلتمسون النية في إثبات الإساءة، وهذا مايطلق علية بإدانة النية، أي العقل المذنب (باللاتينية: Mens Rea). وبماأن جميع الجرائم تتطلب إدانة الفعل والنية، فقد أجمع معظم القضاة بأهمية تواجد جميع العناصر في لحظة ذاتها، وأنها لايكفي حدوثهما بالضروة بالترتيب في أوقات مختلفة.

### الفعل المذنب «آكتيس ريوس» (باللاتينية:الفعل المذنب)
«آكتيس ريوس» كلمة لاتينية تعني «الفعل المذنب» وهي تختص بالعنصر المادي لارتكاب الجريمة. ويمكن تحقيق ذلك عن طريق التهديد بإقامة الفعل أو بعض الحالات الخاصة التقصير في أداء الواجب. فعلى سبيل المثال، يكفي إدانة فعل (أ) الذي ضرب (ب) أو إهمال الآباء وتقصيرهم في تزويد الطفل بالغذاء.
عندما يكون «الفعل المذنب» التقصير في أداء الواجب، لابد من وجود واجب لازم أدائه. هذا الواجب يكون إما بالاتفاق عليه في عقد مكتوب، وإما لازم عمله تطوعياً، وإما قرابة الدم الذي تربط بين الجاني والضحية، وإما أحياناً بسبب المنصب. ويمكن أن يكون الواجب نتج عن خطورة الموقف. فقد عقدت في المملكة المتحدة أن فصل أجهزة الحيوية لمريض الموت السريري تقصيراً في  أداء الواجب، وليست جريمة جنائية. بما أن انقطاع الكهرباء ليس عملا طوعياً أو تقصيراً، ويصب في مصلحة المريض، فلا توجد جريمة يعاقب عليها القانون.

### العقل المذنب «مينس ريا» (باللاتينية:العقل المذنب)
«مينس ريا» كلمة لاتينية تعني العقل المذنب، وهي تختص بالعنصر العقلي لارتكاب الجريمة. فالعقل المذنب هي النية وراء ارتكاب الجريمة. ولا تندرج النية في القانون الجنائي تحت دافع الإنسان لارتكاب الجريمة. وأقل درجة في سقف «العقل المذنب» عندما يعي المتهم بخطورة سلوكه، ولكنه يستمر في ارتكاب الجريمة، بل يعد هذا التصرف طائشاً. فعلى سبيل المثال، إذا قام (ج) بكسر عداد الغاز لسرقة النقود بداخلها، وكان يعي بخطورة حدوث لهيب سيتفشى إلى داخل منازل الحي، فإنه يمكن أن يتحمل المسئولية بتهمة التسمم، وتضع المحاكم في الحسبان ماإذا كان المفتعل واعياً بالخطورة حينها أو بالأحرى يفترض بعلمه المسبق بحدوث الخطر. وبالتأكيد، لابد أن يعلم مسبقاً بالخطر المحدق (حتى ولم يكن) كفيل بأن يجعل وجود النية مطلب غير أساسي في ارتكاب الجريمة. وفي هذه الحالة يكون أهمية دور «العقل المذنب»، أي النية قد تضاءلت في جوانب القانون الجنائي.

### تحمل المسئولية الصارمة (Strict Liability)
توصف تحمل المسئولية الصارمة بالمسئولية الجنائية أو المدنية مع عدم أخذ بنية تصرف المتهم. فلا تستلزم معظم الجرائم نية محددة لارتكابها، بل يمكن تقليص سقف إدانة الجريمة. فعلى سبيل المثال، يكفي تقديم بأن المتهم أجرم مقصراً في تصرفه بدلاً من إثبات نيته. ولاتحتاج المخالفات إلى النية المقصودة لإدانة حالات تحمل المتهم المسئولية الكاملة لأفعاله الطائشة، باستثناء الحالات المحرم ارتكابها جنائياً كالقتل والسلب والنهب. وفي الحالات الجنائية، لابد من وجود نية لارتكاب الجريمة، ويجب إثبات «النية» التي هي عنصر من عناصر الجريمة. ولابد من الإشارة بأن مفهوم تحمل المسئولية الكاملة بحد ذاتها متناقضة. وفي الحقيقة، يوجد الحالات القليلة لا تعتبر جرائم على الإطلاق، بل في أغلب هي عقوبات مدنية وأحكام إدارية تسنها الأنظمة القانونية كمخالفات الطرق والأنظمة المرورية.

### جرائم القتل (Fatal Offences)
جريمة القتل بمعناها العام جنحة لا تغتفر. ويستهدف القانون الجنائي جرائم القتل على وجه الخصوص. وفي جميع التشريعات القضائية، تنقسم جريمة القتل إلى درجات مختلفة من حيث شدتها وبشاعتها كجريمة قتل من الدرجة الأولى بالاعتماد على نية القاتل. فالنية في القتل العمد عنصر مهم في إثبات جريمة القتل. وبينما يعد القتل غير عمد من جرائم القتل الأقل درجة في غياب النية، وذلك إما بسبب استفزاز الضحية وإما فقدان القوى العقلية حينها (يعد القتل الخطأ جريمة في منزلة القتل العمد في اسكتلندا). ويفتقر قتل الخطأ النية التي تدين الجريمة، لأنها جريمة ناتجة عن تهور المتهم. ويمكن أن يكون إثبات جنون القاتل كفيل بالدفاع عنه من أجل تبرئته.
 

### جرائم الاعتداء (Battery)
تحمي جميع القوانين الجنائية سلامة جسد الإنسان. ولطالما يعرف أن الاعتداء عبارة عن ملامسة غير قانونية، ولكن لا يشمل تدافع المارة بالتراضي مع بعضهم البعض في الأماكن المزدحمة. وإذا تواجد عامل الخوف في حدوث اعتداء وشيك، تعتبر ذلك جريمة، مما يستدعي المسئولية الجنائية. ويعد الاغتصاب شكل من أشكال الاعتداء.

### التعدي على الممتلكات (Property Offenses)
حماية الممتلكات مكفولة في القانون الجنائي. يعتبر التعدي على ممتلكات الغير جريمة يعاقب عليها القانون. وتسن لوائح القانون الجنائي العقوبات الازمة لجرائم استيلاء على ملكيات الآخرين، والاختلاس، والسرقة، وجميعها تتضمن حرمان صاحب الملكية من قيمتها. فالنهب هي عملية سرقة باستعمال القوة. ويعتبر الاحتيال في المملكة المتحدة هو خرق قانون الاحتيال عام 2006 إما بسبب إساءة استعمال الملكية، وإما عدم الكشف عن المعلومات، وإماستغلال المنصب.

### المشاركة في أداء الجريمة (Participatory offenses)
يدين معظم القوانين الجنائية المشاركة في الجريمة التي يتم تحديدها في تطور القضية. والأمثلة على ذلك كثيرة كالتحريض، والمؤامرة، والمحاولة في ارتكابها. وفي استكلندا، يسمى مفهوم المعاونة والتحريض بمسئولية الفن والمشاركة (Art & Part Liability).

## تشريعات القانون الجنائي
يتعامل القانون الدولي العام بشكل واسع ومتزايد مع السلوك الإجرامي الشنيع والمروع الذي يؤثر على جميع المجتمعات والمناطق بأكملها. وكان مصدر قانون الجنائي الدولي الحديث في محكمة نورنبيرغ بعد الحرب العالمية الثانية التي تم فيها محاكمة قادة النازية لدورهم في الإبادة الجماعية والفظائع في جميع أنحاء أوروبا. واتسمت محاكمات نورمبرغ بداية الهفوة الجنائية بسبب الأفراد، حيث يمكن محاكمة الأفراد الذين ينتهكون القانون الدولي نيابة عن الحكومة دون الاستفادة من الحصانة السيادية. وفي عام 1998 تم إنشاء المحكمة الجنائية الدولية في روما.